# أسامة الحدادي
أسامة الحدادي لاعب كرة قدم تونسي من مواليد 28 جانفي 1992 ولد في تونس العاصمة يلعب حالياً في نادي دبا الحصن الإماراتي.
تكون في النادي الأفريقي منذ الصغر كمدافع محوري.
بدأ في اللعب كأساسي مع فريق الاكابر منذ موسم 2011-2012 بخطة جديدة في الدفاع وهي ظهير أيسر. ويحمل رقم 3 .
طوله 1,88 , قدمه المميزة اليسرى، قيمته السوقية تبلغ 400.000 £ . وكيله Hundred&Tenpercent Global Sportmanagement

## روابط خارجية
- أسامة الحدادي على موقع الاتحاد الدولي (مؤرشف)  (الإنجليزية)
- أسامة الحدادي على موقع رابطة كرة القدم الفرنسية للمحترفين (الإنجليزية)
- أسامة الحدادي على موقع إي إس بي إن إف سي (الإنجليزية)
- أسامة الحدادي على موقع قاعدة بيانات كرة القدم.إي يو (الإنجليزية)
- أسامة الحدادي على موقع بيانات كرة القدم. دي إي (الألمانية)
- أسامة الحدادي على موقع ليكيب (الفرنسية)
- أسامة الحدادي على موقع ناشيونال فوتبول تيمز (الإنجليزية)
- أسامة الحدادي على موقع Soccerway.com (الإنجليزية)
- أسامة الحدادي على موقع عالم كرة القدم.نت (الإنجليزية)
- أسامة الحدادي على موقع كووورة